# Tilo Braune
Tilo Braune (* 11. August 1954 in Rochlitz) ist ein deutscher Politiker der SPD, Staatssekretär a. D. und Funktionär.

## Leben

### Ausbildung und Beruf
Nach dem Abitur 1973 und anschließendem Militärdienst in der Nationalen Volksarmee der DDR studierte Tilo Braune von 1976 bis 1984 Humanmedizin an der Universität Greifswald. Seine Ausbildung zum Facharzt für Neurologie und Psychiatrie/Psychotherapie beendete er 1989. Während seines Studiums gehörte er zu den Gründern der Eldenaer Jazz Evenings, für deren Programmauswahl er lange Jahre verantwortlich war.
Braune ist Schatzmeister, Geschäftsführer und Vorstandsmitglied der Peter Krämer-Stiftung. Seit November 2007 ist er auch Geschäftsführer der von dem Hamburger Reeder Peter Krämer († 2017) gegründeten Hamburger Gesellschaft zur Förderung der Demokratie und des Völkerrechts e.V.

### Politische Karriere
Tilo Braune trat zum Zeitpunkt der Wende im November 1989 in die in der DDR neu gegründete Sozialdemokratische Partei (SDP) ein, die sich  im Januar 1990 in SPD umbenannte und im September 1990 mit der westdeutschen SPD vereinigte. Von 1990 bis 1993 war er Mitglied des SPD-Landesvorstands in Mecklenburg-Vorpommern. Von Juni 1991 bis Oktober 1994 war er Mitglied des Landtags von Mecklenburg-Vorpommern und von 10. November 1994 bis 26. Oktober 1998 (eine Wahlperiode) Mitglied des Deutschen Bundestages. Er wurde über die Landesliste der SPD in Mecklenburg-Vorpommern gewählt. Von 1998 bis 2002 war Braune Staatssekretär und Bevollmächtigter des Landes Mecklenburg-Vorpommern beim Bund. Von 2002 bis 2005 war er unter Manfred Stolpe Staatssekretär im Bundesministerium für Verkehr, Bau- und Wohnungswesen und dort zuständig für die Bereiche Bauen, Wohnen und Aufbau Ost.
Bis April 2008 war er Bundesvorsitzender der Arbeitsgemeinschaft für Bildung in der SPD (AfB).

### Weitere Ämter und Mitgliedschaften
Seit dem 22. Juni 2009 Vorsitzender des Trägervereins zur Förderung von Gesundheitstourismus, med in Germany e. V. (Bad Wörishofen).  Darüber hinaus ist Braune Mitglied im Vorstand der Vereinigung Gegen Vergessen – Für Demokratie. Auch ist Braune Vorsitzender des Stiftungsrates der „Stiftung Kulturerbe im ländlichen Raum Mecklenburg-Vorpommern“. Zum 4. Oktober 2012 wurde als Nachfolger von Ernst Seidel zum Präsidenten der Europäischen Kulturstiftung Pro Europa, die den alljährlichen Europäischen Kulturpreis Pro Europa verleiht, seit 2018 unter der Bezeichnung Yœurope Award. Ende 2017 übernahm er von Rudolf Decker die Leitung der „Stiftung für Grundwerte und Völkerverständigung“.

## Auszeichnungen
- Europäischer Regio-Jazzpreis (2010)
- Bundesverdienstkreuz am Bande (2023)[6]